# Verneuil-en-Halatte

Verneuil-en-Halatte este o comună în departamentul Oise, Franța. În 1 ianuarie 2022 avea o populație de 4.795 de locuitori.